# 빅토르 스타니친
빅토르 스타니친(러시아어: Ви́ктор Я́ковлевич Стани́цын, 1897년 ~ 1976년)은 러시아의 배우 및 연출가다.
모스크바 예술극장의 배우로 시작하여 1934년 이후 연출가가 되었고, 예술극장 예술부장을 역임하였다.